# Gare de Croix - Wasquehal
Gare de Croix - Wasquehal vasútállomás Franciaországban, Wasquehal településen.

## Vasútvonalak
Az állomást az alábbi vasútvonalak érintik:
- Fives-Mouscron-vasútvonal

## Kapcsolódó állomások
A vasútállomáshoz az alábbi állomások vannak a legközelebb:
- Gare de Lille-Flandres
- Gare de Croix-L'Allumette